# Trazodone
Il trazodone (nome commerciale Trittico in Italia; in altri paesi: Beneficat, Deprax, Desirel, Desyrel, Molipaxin, Thombran, Trazorel, Trialodine) è un farmaco con proprietà antidepressive, ansiolitiche e ipnotiche, appartenente alla classe degli antagonisti e inibitori della ricaptazione della serotonina (SARI). Dal punto di vista chimico, il trazodone è una sostanza psicoattiva appartenente alle classi delle piperazine e delle triazolopiridine, sviluppata come antidepressivo di seconda generazione.
Il trazodone è impiegato principalmente nel trattamento della depressione maggiore e, in alcuni contesti, per i disturbi dell'insonnia e dell'ansia. Il suo profilo farmacologico si caratterizza per una ridotta incidenza di effetti anticolinergici (come secchezza delle fauci, stitichezza e tachicardia) rispetto agli antidepressivi triciclici e tetraciclici, sebbene possano verificarsi ipotensione e alterazioni della funzione sessuale. In alcune situazioni, viene utilizzato anche per le sue proprietà sedative o in combinazione con gli inibitori selettivi della ricaptazione della serotonina (SSRI).

## Storia
Il trazodone fu scoperto, sviluppato e sperimentato negli anni sessanta in Italia dai laboratori di ricerca di Angelini come antidepressivo di seconda generazione. La ricerca si basava sull'ipotesi del "dolore mentale", proposta da Bruno Silvestrini dopo aver osservato che la depressione maggiore poteva essere associata a una soglia del dolore ridotta. Successivamente, il trazodone fu brevettato e commercializzato a livello internazionale, venendo approvato dalla FDA degli Stati Uniti alla fine del 1981. Chimicamente e farmacologicamente è strettamente correlato al nefazodone (Serzone). Con l'introduzione degli antidepressivi SSRI e degli SNRI, il trazodone non è più considerato il farmaco di prima scelta per il trattamento della depressione.

## Indicazioni
- Depressione clinica con o senza ansietà;
- Insonnia[4][5][6] (in alcuni paesi si tratta di utilizzo off-label);
- Fibromialgia, per favorire il sonno;
- Controllo degli incubi notturni o di altri disturbi del sonno.

### Usi addizionali proposti e utilizzi sotto indagine
- Attacchi di panico;[7]
- Neuropatia diabetica;[8]
- Bulimia nervosa;[9]
- Disturbo ossessivo-compulsivo (OCD);[10][11]
- Sindrome di astinenza dall'alcool;[12][13][14]
- Schizofrenia e altre psicosi.[15][16]

### Potenziamento dell'effetto antidepressivo di altri farmaci
Il Trazodone viene spesso usato in associazione con SSRI (acronimo inglese di "Selective Serotonin Reuptake Inhibitor) come la fluoxetina (Prozac) ed è stato notato che aiuta nell'ansietà che può risultare all'inizio del trattamento con questo tipo di antidepressivi. Il trazodone è stato prescritto anche ai bambini come coadiuvante ad altri farmaci antidepressivi.

## Farmacodinamica
Trazodone inibisce la ricaptazione della serotonina ma possiede una affinità molto minore per il trasportatore della serotonina (SERT) rispetto ai farmaci della classe SSRI, come la fluoxetina (Prozac) e il citalopram (Seropram). Gli effetti ansiolitici e antidepressivi del trazodone possono essere dovuti agli effetti agonistici sul recettore 5-HT1A   e agli effetti antagonistici sui recettori 5-HT2A e 5-HT2C. Gli effetti sedativo-ipnotici possono derivare dalla sua forte attività antagonistica a livello dei recettori 5-HT2A e del recettore α1 adrenergico in aggiunta alla sua moderata attività antagonistica sul recettore H1.

## Farmacocinetica
Il trazodone viene bene assorbito dopo somministrazione orale con livelli di picco massimo che si ottengono circa 1 ora dopo l'ingestione. L'assorbimento è in vario modo dilazionato e rafforzato dal cibo. L'emivita di eliminazione media dal sangue è bifasica: l'emivita della prima fase è di 3–6 ore, e quella della seconda fase è di 5–9 ore. Il farmaco viene estesamente metabolizzato, e nel corpo umano sono stati identificati 3 o 4 metaboliti maggiori, come la mCPP, che potrebbero essere responsabili degli effetti collaterali del trazodone. mCCP attiva numerosi recettori della serotonina, includendo il 5ht2c. A causa della breve emivita del trazodone, se una dose viene assunta di notte la mCCP sarà presente nel corpo il giorno seguente causando sintomi come anoressia, ansietà, ipo-locomozione, cefalea e depressione. Circa il 70–75% del 14trazodone marcato con il carbonio-14 è escreto nelle urine in 72 ore. Il trazodone ha un alto legame proteico.

## Avvertenze
- Ipersensibilità al Trazodone;
- Pericoli per i pazienti sotto i 18 di età: se combinati con altri farmaci antidepressivi può aumentare il rischio di avere pensieri suicidari fino a condurli a commettere il suicidio.[20]

## Precauzioni
Uno dei citocromi più importanti per il metabolismo del trazodone è CYP3A4, mentre in misura minore è coinvolto anche il CYP2D6.
La fluoxetina è un potente inibitore del CYP2D6, mentre il suo principale metabolita, la norfluoxetina, esercita un moderato effetto inibitorio sul CYP3A4 (Hemerick A. 2002). Il metabolismo del trazodone avviene principalmente tramite l'enzima epatico CYP3A4. L'inibizione di questo enzima da parte di altre sostanze può rallentare la degradazione del trazodone, provocandone un aumento dei livelli plasmatici. Numerosi farmaci, erbe e alimenti possono inibire il CYP3A4; tra questi, il succo di pompelmo è particolarmente noto: sebbene un singolo bicchiere non influisca significativamente nella maggior parte dei soggetti, il consumo regolare o in grandi quantità può ridurre la clearance del trazodone.
Il rischio di suicidio rimane elevato nei pazienti depressi durante il trattamento, fino a quando non si ottiene una remissione significativa. Pertanto, è opportuno limitare il quantitativo di compresse prescritte e i pazienti con idee di suicidio non dovrebbero avere accesso a grandi quantitativi di trazodone.
È stato riportato che il trazodone può provocare attacchi epilettici in un piccolo numero di pazienti che lo assumono in concomitanza con altri farmaci antiepilettici.
Pur non appartenendo alla classe degli antidepressivi SSRI, il trazodone condivide alcune proprietà con questi farmaci, in particolare la possibilità di sviluppare una sindrome da interruzione in caso di sospensione improvvisa del trattamento. L'interruzione della terapia deve essere graduale e monitorata attentamente.
Una sospensione brusca, anche a dosi basse (ad es. 25 mg, comunemente impiegate come induttore del sonno per pazienti con disturbi d'ansia), può determinare reazioni mentali avverse quali instabilità emotiva, umore depresso e ideazione suicidaria. Sebbene tali avvertenze siano riportate nel foglietto illustrativo, vi è il rischio che i medici prescriventi, in particolare gli psichiatri, non forniscano adeguate informazioni verbali sui potenziali rischi.

## Gravidanza e allattamento
- Gravidanza: Negli esseri umani mancano dati sufficienti. L'utilizzo dovrebbe essere giustificato dalla gravità della condizione da trattare.
- Allattamento: Negli esseri umani mancano dati sufficienti. Inoltre il trazodone può essere riscontrato nel latte materno in concentrazione significativa. Le donne non dovrebbero allattare quando assumono il trazodone.

## Effetti collaterali
Gli effetti collaterali più comuni riscontrati sono sonnolenza, nausea/vomito, cefalea e bocca secca.
Tra le reazioni avverse riportate in letteratura con una frequenza tra media e scarsa si citano:

### Alterazioni comportamentali
Sonnolenza, affaticamento, letargia, ritardo psicomotorio (riflessi rallentati), sensazione di "testa leggera", vertigini, difficoltà nella concentrazione, confusione, perdita della memoria, riso incontrollabile, diminuzione dell'impulso sessuale.

### Alterazioni neurologiche
Tremore, cefalea, atassia, emicrania, acatisia, rigidità muscolare, voce impastata, eloquio rallentato, tinnito, palinopsia, parestesia, formicolio delle estremità, debolezza, epilessia parziale complessa, e raramente, incapacità a parlare, rapide contrazioni muscolari (miochimie), ottundimento, distonia, euforia, e movimenti involontari.

### Alterazioni del sistema nervoso autonomo
Bocca secca o poco sensibile, visione offuscata, priapismo, diplopia, miosi dell'iride, congestione nasale, costipazione, sudorazione, ritenzione urinaria, pollachiuria e incontinenza.

### Alterazioni cardiovascolari
Ipotensione, tachicardia, palpitazioni, mancanza di fiato, apnea, sincope, aritmie, allungamento dell'intervallo P-R dell'ECG, fibrillazione atriale, bradicardia, extrasistoli ventricolari (includendo la tachicardia ventricolare), infarto miocardico e arresto cardiaco (rari).

## Effetti collaterali inconsueti del trazodone

### Aritmia cardiaca
Recenti studi clinici in pazienti con malattia cardiaca preesistente indicano che il trazodone può essere aritmogenetico in alcuni pazienti di quella popolazione di malati. Le aritmie identificate includono PVC isolate, doppiette ventricolari, e in due pazienti si verificarono episodi (da 3 a 4 battiti) di tachicardia ventricolare. Esistono anche alcuni rapporti di post-marketing di aritmie in pazienti sotto trazodone con malattie cardiache preesistenti e in alcuni pazienti che non le avevano. Fino a che i risultati dello studio prospettico non saranno disponibili, i pazienti con malattie cardiache dovrebbero essere monitorati strettamente, particolarmente per aritmie cardiache. Il trazodone non è consigliato per l'uso durante la fase iniziale di recupero dall'infarto miocardico.

### Priapismo
Raramente il trazodone è stato correlato al verificarsi di priapismo. In circa il 33% dei casi riferiti, si richiese l'intervento chirurgico, e in una porzione di questi casi, si è verificata una diminuzione della funzione erettile oppure l'impotenza.
Il priapismo è una condizione medica potenzialmente dannosa nel quale il pene eretto non ritorna allo stato di flaccidità (a dispetto dell'assenza di stimolazione sia fisica che psicologica) in circa quattro ore. Spesso è dolorosa. I pazienti di sesso maschile con erezioni prolungate o inappropriate dovrebbero immediatamente sospendere l'utilizzo del farmaco e consultare il loro medico. Se la condizione persiste per più di 4 ore, sarebbe consigliabile per il medico curante la consulta di uno specialista urologo oppure di un altro specialista appropriato per decidere la gestione del problema.
Nella donna potrebbe verificarsi una condizione di eccitazione persistente, nota in inglese come persistent genital arousal disorder.

### Disturbi gastrointestinali
Possono verificarsi nausea, vomito, diarrea, malessere gastrointestinale, anoressia, bulimia.

### Fegato
Sono stati osservati raramente casi di epatotossicità idiosincratica, possibilmente a causa della formazione di metaboliti reattivi.

### Alterazioni endocrine
Diminuzione della libido, ma più raramente un aumento parossistico della libido, aumento o perdita di peso, e raramente, irregolarità mestruali, eiaculazione retrograda oppure inibizione dell'eiaculazione.
Sono stati osservati elevati livelli dell'ormone prolattina in pazienti che assumono il trazodone.

### Allergie e tossicità
In seguito alla terapia con trazodone si possono verificare eritema cutaneo, irritazione alla pelle, edema, e, raramente, anemia emolitica, metaemoglobinemia, alterazioni degli enzimi epatici, ittero ostruttivo, vasculite leucocitoclastica, eruzioni di porpora maculo-papulare, foto-sensitività e febbre.

### Miscellanea
Dolorabilità delle giunture e dei muscoli, ipersalivazione, dolore al torace, ematuria, irritazione della congiuntiva oculare, miochimie.

## Rischi nell'utilizzo di macchinari
Dal momento che il trazodone può diminuire le abilità mentali e/o fisiche richieste per l'esecuzione di compiti potenzialmente pericolosi – come guidare un'automobile o macchinari – il paziente deve essere avvisato di non svolgere tali attività sotto effetto del farmaco.

## Alterazioni dell'emocromo e altri test di laboratorio
Si consiglia di eseguire analisi del sangue (emocromo) con il conteggio delle cellule del sangue e delle diverse popolazioni di globuli bianchi nei pazienti che sviluppano infiammazione alla gola, febbre, oppure altri segni di infezione o di discrasia ematica. Il trazodone andrebbe interrotto se la conta dei globuli bianchi oppure la conta assoluta dei granulociti neutrofili dovesse scendere sotto la norma.

## Interazioni farmacologiche
Il trazodone può potenziare gli effetti dell'alcool, dei barbiturici e di altre sostanze che deprimono il sistema nervoso centrale; i pazienti dovrebbero essere avvertiti sui rischi dal momento che il trazodone in combinazione con altri depressori del SNC, può provocare una estrema stanchezza e sonnolenza.
È stato riferito l'aumento dei livelli di digossina e fenitoina nei pazienti che ricevono trazodone assieme a una di queste due terapie. Si conosce poco dell'interazione tra trazodone e gli anestetici generali; dunque, prima della chirurgia elettiva, il trazodone dovrebbe essere interrotto per quanto clinicamente possibile.
Dal momento che non è noto se può accadere un'interazione tra il trazodone e gli inibitori delle monoammino-ossidasi (IMAO), la somministrazione di trazodone dovrebbe essere iniziata molto cautamente, con un aumento graduale nella dosi se richiesto, se un IMAO viene dato in concomitanza o se è stato sospeso poco prima del previsto inizio della terapia con trazodone.

## Dose
Il trattamento dovrebbe essere iniziato a basse dosi (25–50 mg al giorno in somministrazioni separate o in una singola dose serale). Il dosaggio dovrebbe poi essere incrementato lentamente fino ad un massimo di 300 mg al giorno nei pazienti ambulatoriali e di 600 mg al giorno nei pazienti ospedalizzati. Pazienti geriatrici ed emaciati dovrebbero iniziare con 25 mg al giorno; questa dose andrà poi lentamente aumentata a 300 mg. La durata del trattamento dovrebbe essere almeno di un mese. Una dose di 50 mg è raccomandata ove trazodone venga usato come ipnotico.

## Overdose

### Sintomi
Il sovradosaggio del trazodone può causare un aumento nell'incidenza o nella gravità di uno qualsiasi degli effetti avversi, ad es. eccessiva sedazione. Nella letteratura esistono casi di morte per sovradosaggio deliberato o accidentale. Nonostante questo, il trazodone viene spesso usato invece degli antidepressivi triciclici proprio perché molto raramente è letale in overdose. Di conseguenza è poco probabile che i pazienti depressi utilizzino con successo il trazodone per commettere suicidio.

### Terapia del sovradosaggio
Non esiste antidoto specifico per il trazodone. La gestione del sovra-dosaggio dovrebbe, dunque, essere sintomatica e di sostegno morale. In caso di overdose il paziente deve essere tempestivamente portato in ospedale, occorre tenere sotto osservazione la sintomatologia e valutare varie opzioni terapeutiche. Tra questi vi sono il carbone attivo, la lavanda gastrica e la diuresi forzata, che possono essere utili nel facilitare l'eliminazione del farmaco.